# 溫德姆森特
溫德姆森特（英語：Windham Center）是位於美國康乃狄克州溫德姆縣的一個歷史區。該地的面積為205英畝（0.83平方），人口未知。

## 地理
溫德姆森特的座標為41°42′08″N 72°09′40″W / 41.70222°N 72.16111°W，而該地的平均海拔高度為71米（即233英尺）。溫德姆森特原是康乃狄克州東北部溫德姆新英格蘭鎮的一個村莊，後改為歷史區。該區中心為村鎮公用綠地（英語：Village green）。該村在剛創立的前125年，是周遭發展最好的地區。1726年，溫德姆縣成立後，溫德姆森特成為該縣的縣治，並因為區域內法院周遭的法律設施而獲得良好的發展環境。在此後的30年，溫德姆森特發展成一個繁榮的行政、商業和農業中心。但現今，該區基本上僅是一個農業村莊。
該村的村鎮公用綠地與公理會教堂、郵局、圖書館、舊酒館、多棟民房，以及1832年建成的溫德姆銀行接壤，該銀行為一座希臘復興式建築，1896年改為溫德姆自由圖書館。該區共有四條主要道路，分別為：往東的蘇格蘭路（Scotland Road）、往南的威德姆森特路（Windham Center Road）、往西的和往西北的。
溫德姆是許多偉人和知名人物的家鄉，比如美國革命時期的康乃狄克革命先驅：伊利法莱特·戴尔和杰迪狄亞·艾爾德金（Jedediah Elderkin）、畫家朱利安·奧爾登·威爾，以及法律學者西番亞·斯威夫特。斯威夫特的第一部作品，是1795年發表的「康涅狄格州法律體系」（英語：A System of the Laws of the State of Connecticut），是美國第一部法律論文，內容包括國家的構成和英美普通法的差異。

## 外部連結
官方网站